# (7083) Kant
(7083) Kant (1989 CL3) – planetoida z pasa głównego asteroid okrążająca Słońce w ciągu 4,7 lat w średniej odległości 2,81 j.a. Odkryta 4 lutego 1989 roku.